# Vuelo 1154 de Uzbekistan Airways
El Vuelo 1154 de Uzbekistan Airways (HY1154/UZB1154) fue un vuelo regular de pasajeros de carácter nacional operado por la aerolínea de bandera de Uzbekistán, Uzbekistan Airways, que cubría la ruta desde el Aeropuerto de Termez, en la ciudad de Termez, cerca de la frontera con Afganistán, hasta Tashkent, la capital de Uzbekistán. El 13 de enero de 2004, la aeronave que realizaba el vuelo, un Yakovlev Yak-40 con matrícula uzbeka UK-87985, colisionó con una estación de radar durante su aterrizaje en Tashkent, volcó, se incendió y explotó, causando la muerte de las 37 personas a bordo. Según informes, las condiciones meteorológicas no eran óptimas para volar.

## Vuelo
El Yakovlev Yak-40, registrado en Uzbekistán como UK-87985, operaba un vuelo doméstico desde Termez, una ciudad cercana a la frontera con Afganistán, hasta el Aeropuerto Internacional de Tashkent, en la capital del país. Termez se había convertido en un importante centro para la ayuda humanitaria hacia el norte de Afganistán tras el inicio de la Guerra contra el Terrorismo en 2001. Además, tropas alemanas utilizaban el aeropuerto de Termez como base de apoyo para las operaciones de mantenimiento de la paz en Afganistán. El vuelo iba casi lleno, con 32 pasajeros y 5 tripulantes a bordo. La tripulación estaba conformada por el capitán Alexander Alexanov, el primer oficial Rustam Ilyasov, el instructor de vuelo Akmal Kamalov y el ingeniero de vuelo Noel Kurmaev.
La aeronave recibió autorización para aterrizar por parte de los controladores en Tashkent alrededor de las 19:00 horas locales. El área se encontraba en total oscuridad y las condiciones meteorológicas habían empeorado considerablemente, con el aeropuerto cubierto por una densa niebla que limitaba la visibilidad en tierra a 1300 metros. A unos 12,5 km del aeropuerto, el vuelo 1154 aumentó su tasa de descenso, situándolo por debajo de la senda de planeo. Posteriormente, la tripulación mantuvo el vuelo nivelado hasta que se acercaron más al aeropuerto.
Al aproximarse al umbral de la pista, la aeronave todavía se encontraba a 30-40 metros sobre el nivel del suelo, cuando debería haber estado a menos de la mitad de esa altura y en configuración de aterrizaje. Al percatarse de que se estaban quedando sin pista, los pilotos aumentaron la potencia de los motores, pero ya era demasiado tarde para que la aeronave pudiera ascender y realizar un procedimiento de ida al aire. El ala derecha de la aeronave impactó con una radiobaliza o con un soporte de las luces de aproximación, lo que provocó que se desprendiera. Posteriormente, la aeronave golpeó un muro de hormigón, perdiendo también el ala izquierda. El vuelo 1154 volcó y explotó poco después del impacto. Los servicios de rescate llegaron al lugar del siniestro, pero no encontraron supervivientes.

## Respuesta
Inmediatamente después del accidente, la policía uzbeka acordonó el lugar del siniestro. El presidente de Uzbekistán, Islam Karimov, visitó el sitio del accidente y habló con los equipos de rescate. El primer ministro Shavkat Mirziyoyev y sus asistentes llegaron al aeropuerto de Tashkent, donde se acercaron a los familiares de las víctimas y los llevaron a una sala privada.
Varias horas después del accidente, el Aeropuerto Internacional de Tashkent fue cerrado debido a las condiciones de niebla.

## Investigación
El gobierno ordenó una investigación completa sobre el accidente. Los primeros indicios sugerían que el mal tiempo había sido la causa del siniestro. Las autoridades afirmaron que no había pruebas de sabotaje en el accidente. Sin embargo, en su libro de 2006, "Murder in Samarkand", el exembajador británico en Uzbekistán, Craig Murray, escribió que la escena del accidente y los cuerpos de las víctimas habían sido manipulados por funcionarios uzbekos y que «nunca hubo un intento real de realizar una investigación adecuada».
En 2008, un exespía uzbeko, Ikrom Yakubov, afirmó que el accidente había sido orquestado por el liderazgo uzbeko, dando credibilidad a las acusaciones que desde hacía tiempo sostenían activistas y críticos. Yakubov apareció en agosto de 2009 en el programa Newsnight de la BBC. En 2008, el embajador Murray declaró a Radio Free Europe, en relación con el caso Conroy: «Estas no son acusaciones fantasiosas. Estas son cosas donde las nuevas pruebas están sumando a lo que ya sabíamos y para lo que ya teníamos alguna evidencia».